# Vesoul Haute-Saône
El Vesoul Haute-Saône es un equipo de fútbol de Francia que milita en la CFA 2, la quinta liga de fútbol más importante del país.

## Historia
Fue fundado en el año 1921 en el distrito de Vesoul, ubicado en el departamento de Alto Saona y recién consiguió el ascenso para jugar en la CFA en la temporada 2013/14, aunque solamente duraron una temporada en el cuarto nivel.

## Estadio
El club juega sus partidos de local en el Stade René Hologne en Vesoul, con capacidad para más de 6.000 espectadores.

## Jugadores

### Jugadores destacados

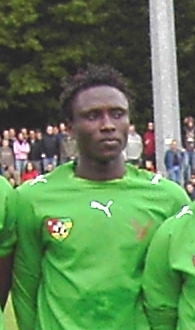
Affo Erassa

- Cédric Si Mohamed (una aparición con Argelia)
- Diego José
- Jacques Olivier Etonde-Ebelle (Dos apariciones con Camerún)
- Pierre Clavier (ex seleccionado menor de Francia)
- Pape Mamadou Diouf (4 apariciones con Senegal)
- Affo Erassa (1 aparición con Togo)